# Georg Huber (Maler)

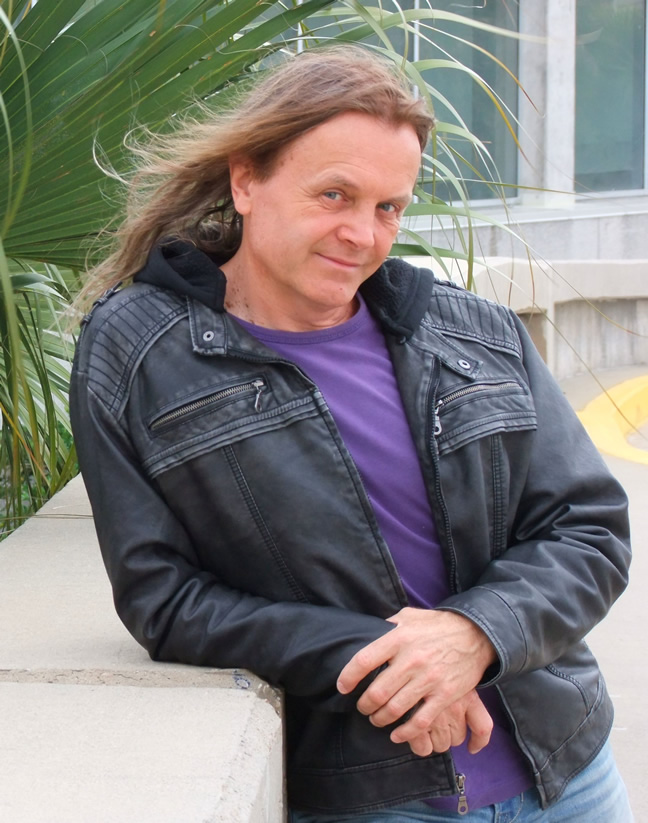
Georg Huber (2012)

Georg Huber (* 6. März 1961 in Rosenheim) ist ein deutscher Maler, Airbrushkünstler, Autor, Dozent und Verleger.

## Leben
Nach einer Ausbildung im Handwerk besuchte er das Grafik Studio Burke in München. Anfang der 1980er Jahre gab er seinen Beruf als Kfz-Monteur auf. Er bezeichnet sich seither selbst als „traveling artist“ (reisender Künstler). Seine mystischen Landschaftsgemälde nennt er Traumschaftsbilder. Bekannt sind außerdem seine Motive aus der Reihe American Moments, die nach Eindrücken seiner zahlreichen Reisen auf Motivsuche entstehen.
Georg Huber erhielt seit Anfang der 1980er Jahre diverse Auszeichnungen und Ehrungen für seine Motive. Regelmäßig werden seine Arbeiten als Titelbilder präsentiert und in den Szenemagazinen vorgestellt. Mehr als 50 seiner Motive wurden in Serie als Kunstdrucke, Poster und Postkarten von diversen Verlagen veröffentlicht. Zahlreiche Ausstellungen im In und Ausland präsentierten seine meist auf Leinwand gefertigten Gemälde. In bisher fünf Bildbänden wurden seine Werke veröffentlicht. Auch bei Film und Fernsehproduktionen wirkte Georg Huber als Künstler mit. Für Airbrush, Mal – und Kreativkurse war Georg Huber als Dozent ca. 200 Mal tätig.
Georg Huber lebt bei Ostermünchen (Oberbayern), ist verheiratet und hat einen Sohn.

## Buch-Veröffentlichungen
- 2003: Traumschaftsbilder. Mit Texten von Veronika Wörndl, Vorwort Marianne Sägebrecht. ISBN 3-00-011004-6.
- 2005: Lost and Lovely. The Roadside Art of Georg Huber, Vorwort Irene Nana Kullmer. ISBN 3-00-016989-X.
- 2008: Wenn Bilder träumen. Die Kunst von Georg Huber, Vorwort und Interview von Irene Nana Kullmer. ISBN 978-3-00-023859-8.
- 2011: Marderschaden in Manhattan. Reiseabenteuer eines Künstlers, Vorwort Irene Nana Kullmer. ISBN 978-3-00-031709-5.
- 2013: Luft und Pinsel. Mischtechnik Airbrush und Acryl, Newart Medien & Design. Hamburg, ISBN 978-3-941656-10-9.
- 2013: Begegnung in der Unendlichkeit. Mit Texten von Virginia Atanassova, zweisprachig: Deutsch-Bulgarisch. Verlag:Iztok-Zapad, Sofia. ISBN 978-619-152-323-8.
- 2015: Landscape Creator – Vol. 1, Wolken. Airbrush-Anleitung, Atelier Georg Huber. ISBN 978-3-00-050703-8.
- 2015: Landscape Creator – Vol. 2, Bäume. Airbrush-Anleitung, Atelier Georg Huber. ISBN 978-3-00-050780-9.
- 2016: Landscape Creator – Vol. 3, Hawaii. Airbrush-Anleitung mit Surfboard als Malgrund, Atelier Georg Huber. ISBN 978-3-00-053259-7.
- 2018: American Roadside. Bildband, Newart Medien & Design. Hamburg ISBN 978-3-941656-54-3.

## DVD-Veröffentlichungen
- 2005: Traumschaftswelten. Filmreise in die fantastische Bilderwelt von Georg Huber. ISBN 3-00-017249-1.
- 2013: The Travelling Artist. Als Beilage zum Buch Luft und Pinsel.

## Artwork für Schallplatten und CD-Cover (Auswahl)
- 1983: Eden’s Taste, Meilensteine (LP, Pallas Schallplatten)
- 1988: Dominoe, Keep In Touch (LP, BMG Ariola)
- 1988: Dominoe, Lets Talk About Life (Maxi-Single, BMG Ariola)
- 1993: Sorf, Save The Vinyl (LP, Sorf Music)
- 1993: Medusa, Open Your Eyes (CD, Medusa Music)
- 1994: Poops'N Run, Magic Poops Power (CD, Sorf Music)
- 2000: Frank Diez, Stranded on Fantasy Island (CD, Inakustik Records)
- 2000: Octavia und Lucius, Eine Reise in den Chiemgau zur Römerzeit (CD, Radio Regenbogen)
- 2001: Never Mondays, Give Your Heart A Smile (CD, Sorf Music)
- 2002: Music of Benares, Music of Benares (CD, Sorf Music)
- 2003: Psychedelic Underground, Sampler Nr.8 (CD, Garden of Delights)
- 2004: Psychedelic Underground, Sampler Nr. 10 (CD, Garden of Delights)
- 2006: Emergency Gate, Nightly Ray (CD, Universal Records)
- 2006: Southern Rock Allstars, Troubles Coming Live (DVD, MTM Records)
- 2006: Psychedelic Underground, Sampler Nr.12 (CD, Garden OF Delights)
- 2006: Beggars Bride, Boulevard Of Broken Hearts (CD, MTM Records)
- 2008: Pertness, Seven times Eternity (CD, Karthago Records)
- 2008: Psychedelic Underground, Sampler Nr.14 (CD, Garden Of Delights)
- 2010: Pertness, From the Beginning to the End (CD, Karthago Records)
- 2010: Psychedelic Underground, Sampler Nr.16 (CD, Garden Of Delights)
- 2012: Pertness, Frozen Times (CD, Karthago Records)
- 2013: Psychedelic Underground, Sampler Nr. 17 (CD Garden of Delights)
- 2015: Sabine Xoxi Huber, Long And Dusty Way, ISBN 978-3-00-054788-1
- 2016: Klara Führen, Wege ins Glück (CD, Erzaehlkultur)
- 2017: Harpanera, Harpanera (CD)

## Titelbilder Zeitschriften und Bücher (Auswahl)
- 1985: FML Magazin Nr. 1
- 1991: CAQ Magazin Nr. 2
- 1992: Computerviren, Buchtitelbild
- 1992: Programmiergrundlagen Buchtitelbild
- 1993: Programmiertechniken Buchtitelbild
- 1993: Assemblerprogrammierung Buchtitelbild
- 1997: Airbrush Art und Action Nr. 3
- 1998: Airbrush Art und Action (Englische Ausgabe) April
- 1998: Airbrush Art Magazin (Italien) Nr. 2
- 1999: Schulmedizin Nein Danke, Buchtitelbild
- 1999: Airbrush Art + Action Nr. 1
- 2001: Einblick Magazin Nr. 11
- 2001: Das Fitnesskonzept, Buchtitelbild
- 2001: Harlekin & Vietkong, Buchtitelbild
- 2002: Airbrush Art und Action (Englische Ausgabe) Nr.44
- 2002: Einblick Magazin Nr. 1
- 2003: Traumschaftsbilder, Buchtitelbild
- 2003: Haus des Erlebnisses Nr.3
- 2003: Pulsar Magazin (Österreich) Nr. 7
- 2003: Wendselstein Anzeiger Nr.88
- 2005: Lost and lovely, Buchtitelbild
- 2006: Die Andere Realität Nr. 5
- 2007: Tod eines Anlegers, Buchtitelbild
- 2007: Die Andere Realität Nr. 4
- 2008: Wu Wei Magazin Ausgabe Dezember/Januar/Februar
- 2008: Die Andere Realität Nr. 5
- 2008: Wenn Bilder träumen, Buchtitelbild
- 2010: Airbrush Step by Step Nr. 1
- 2010: Pinstripe Magazine (England) Jan / Feb.
- 2010: Erdenseele Magazin für Spiritualität und Kunst Aug. Sept. Okt.
- 2011: Marderschaden in Manhattan, Buchtitelbild
- 2014: Airbrush Step by Step Magazin, Titelbild Ausgabe Jan./Feb./März
- 2019: Art Maker Magazin

## Einzelausstellungen (Auszug)
- 1998: American Moments. Kunst im Hotel Pichlmayer, Wasserburg am Inn
- 2002: American Moments. Kunstverein Bad Aibling
- 2002: Dreamscapes. Kulturzentrum, Duisburg Laudatio von Frank Diez
- 2002: Traumlandschaften. Kleine Altstadtgalerie, Dachau
- 2003: Traumschaftsbilder. Wilhelm Leibl Galerie, Bad Aibling
- 2004: Werkschau, Artport im Flughafen, Salzburg
- 2004: Traumschaftsbilder. Stadtturm, Neustadt a. d. Donau Laudatio von Marianne Sägebrecht
- 2005: Traumlandschaften. Stadtwerke, Rosenheim
- 2005: Werkschau, Asmo Center, Raubling
- 2005: Lost and Lovely the Roadside Art of Georg Huber. Erstes Imaginäres Museum für Malerei und Grafik, Wasserburg am Inn
- 2006: California Dreaming. International Country- und Trucker Festival, Interlaken, Schweiz
- 2008: Wenn Bilder träumen. Kleine Altstadt Galerie, Dachau
- 2010: Wenn Bilder träumen. Museum, Pittenhart
- 2011: Auf Reisen. Schloßökonomie, Grabenstätt
- 2014: Wings. Kleine Altstadtgalerie, Dachau
- 2018: Auf Reisen. MVV, Gersthofen

## Sonstiges
- 2003: Hintergrundbilder für den Kino- und TV-Film Großglocknerliebe
- 2005: Vorstellung der mit Georg Hubers Motiven gestalteten Elektrogitarren-Serie auf der Musik-Messe Frankfurt
- 2006: Gestaltung der Tabaluga-Gitarre von Frank Diez für die Tabaluga-Tour mit Peter Maffay
- 2007: Bemalung von zwei BMW-Motorrädern für internationale Filmpremieren von Resident Evil Extinction
- 2013: „Georg Hubers Route 66“, Farbset von Schmincke
- 2014: Mitaussteller Modern European Art, Sohotel Gallery, Broome Street, New York City
- 2018: Mitveranstalter der „Traum und Zeit“-Ausstellung mit 21 Künstlern im „Sisi-Schloss“ in Aichach

## Ehrungen und Auszeichnungen
- 1985: Sonderpreis der Maler- und Lackiererinnung
- 1987: 1. Preis der Airbrush Zeitung mit Hendrik Müller
- 2003: 1. Preis Foto Wettbewerb Lufthansa City Center Reise News
- 2007: 1. Preis Arno Art Award, Art Szene International
- 2010: Finalist, Landschaftsbilder, International Artist Magazin